# Diocesi di Roga
La diocesi di Roga (in latino: Dioecesis Rhogensis seu Rogena) è una sede soppressa e sede titolare della Chiesa cattolica.

## Storia
Roga, identificabile con il sito bizantino di Rogoi a 4 chilometri da Nea Kerasounta, nell'ex comune greco di Filippiada, è un'antica sede vescovile della provincia romana dell'Epirus Vetus nella diocesi civile di Macedonia. Come tutte le sedi episcopali della prefettura dell'Illirico, fino a metà circa dell'VIII secolo la diocesi di Roga era parte del patriarcato di Roma; in seguito fu sottoposta al patriarcato di Costantinopoli.
Nessun vescovo è conosciuto dalle fonti antiche nel primo millennio cristiano. Inizialmente suffraganea dell'arcidiocesi di Nicopoli, all'inizio del X secolo la sede di Rogon è menzionata tra le diocesi suffraganee di Naupacto nella Notitia Episcopatuum attribuita all'imperatore Leone VI.
Dal 1933 Roga è annoverata tra le sedi vescovili titolari della Chiesa cattolica; dal 13 giugno 2018 il vescovo titolare è Grzegorz Olszowski, vescovo ausiliare di Katowice.

## Cronotassi dei vescovi titolari
- Grzegorz Olszowski, dal 13 giugno 2018